# 凌䮐
凌（1612年—1645年），原名雲翔，字龍翰，直隸歙縣（今安徽歙縣）人，明末、南明政治人物，同進士出身。

## 生平
崇禎九年（1636年）丙子科應天鄉試第一百三十五名舉人，十六年（1643年）登癸未科三甲二十四名進士，授兵部職方司主事。崇禎十七年（1644年）元月，思宗命大學士李建泰為督師，南下阻擋李自成。凌隨軍贊畫。李自成大兵來攻，李建泰投降，凌逃至臨清。臨清陷落，凌借商人資助，募兵三千，權佩州印，部署鄉勇，同日收復臨清、濟寧，隨即上疏南京朝廷，提出聯合民軍以定山東之策。然而，南京朝廷忙於設立四鎮，無暇顧及山東，對凌䮐的建議置之不理。凌䮐孤軍難以自立，亦與北京的清廷通信，清廷欲授予兵科給事中，凌不受。
同年十二月，凌䮐前往南京，陛見安宗，獲授监察御史，巡按山東，然山東已失。改赴河南，策劃各軍寨將領防守，然而無人響應。弘光元年（清順治二年，1645年）正月，許定國殺高傑降清，清兵渡黄河南下。凌方至歸德。清軍派人勸降，凌斬來使。次日。守城士民開城投降。凌本欲自殺，清豫王多鐸以屠城威脅，凌偕從子潤生慷慨赴見。在多鐸面前，凌長揖不拜。多鐸賜酒，推辭不飲。多鐸下令在其面前斬首學道蔡鳳、監軍道吳琦，凌道：『已早辦一死！』當夜，上書多鐸稱：『大江以南，天之所限；否則，揚子江頭凌御史，即錢塘江上伍相國也。』與潤生同死。事聞南京，朝廷贈兵部侍郎。。

## 家族
曾祖凌显祐。祖父凌尚濂，鄉飲耆賓。父凌邦英，著有《鴻烈節解》。

## 外部鏈接
- 明末与晚清中原寨堡之差异（页面存档备份，存于）